# Hiraea barredae
Hiraea barredae är en tvåhjärtbladig växtart som beskrevs av Barcena. Hiraea barredae ingår i släktet Hiraea och familjen Malpighiaceae. Inga underarter finns listade i Catalogue of Life.